# Robert Rowiński (1935–2020)

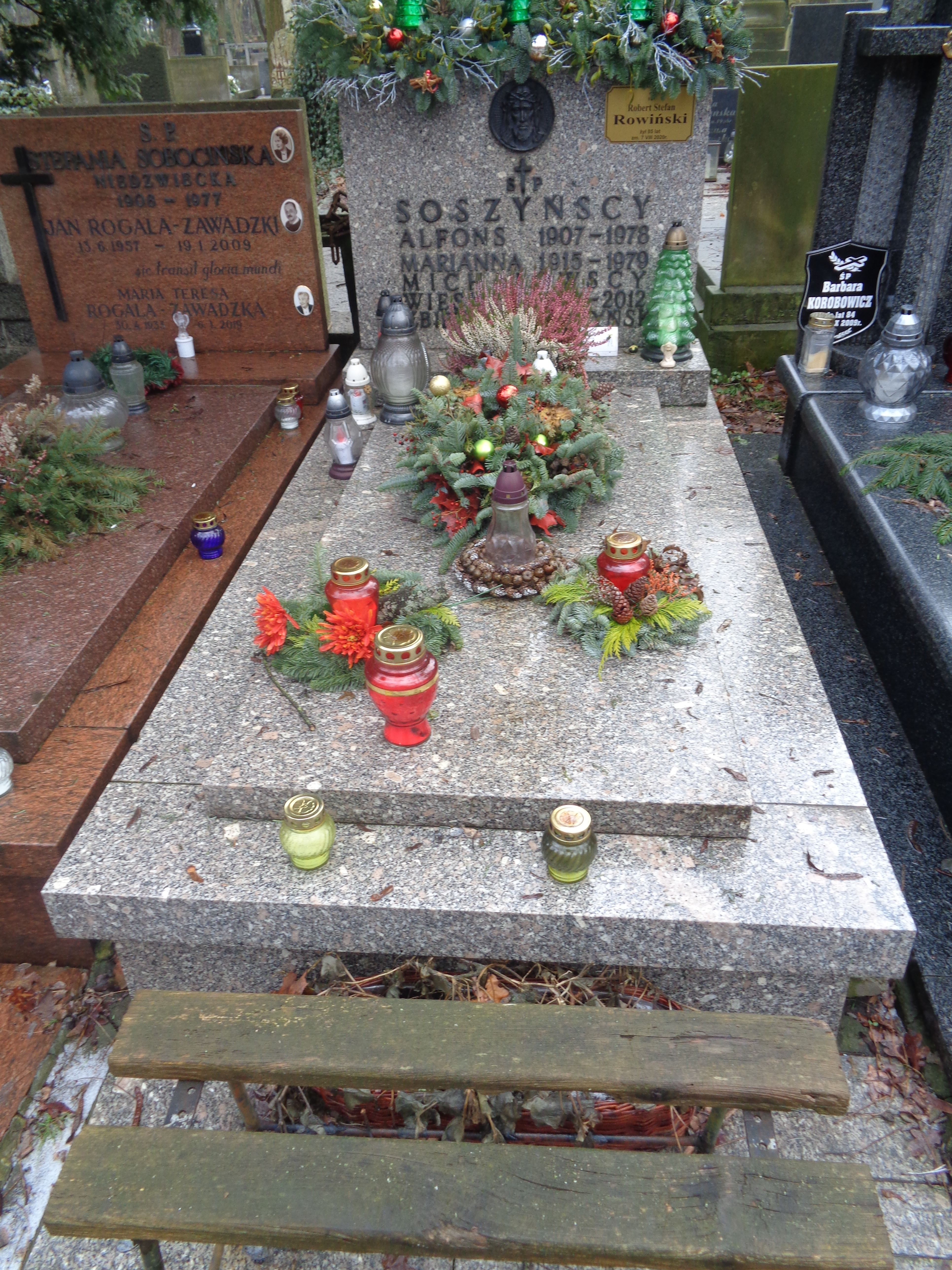
Grób Roberta Rowińskiego na Cmentarzu Powązkowskim

Robert Stefan Rowiński (ur. 18 kwietnia 1935, zm. 7 sierpnia 2020) – polski konstruktor lotniczy, prof. dr hab.

## Życiorys
W 1957 ukończył studia lotnicze w Politechnice Warszawskiej. Obronił pracę doktorską, 26 września 1994 habilitował się na podstawie pracy zatytułowanej Zagadnienia znoszenia oprysku w zabiegach ochrony roślin wykonywanych techniką lotniczą. 12 czerwca 1997 nadano mu tytuł profesora w zakresie nauk technicznych. Pracował w Katedrze Technologii Materiałów i Maszyn na Wydziale Nauk Technicznych Uniwersytetu Warmińsko-Mazurskiego, oraz na Wydziale Kształtowania Środowiska i Rolnictwa Uniwersytetu Warmińsko-Mazurskiego.
Był profesorem zwyczajnym w Katedrze Płatowca i Silnika na Wydziale Lotnictwa Lotniczej Akademii Wojskowej oraz członkiem Komitetu Techniki Rolniczej na V Wydziale - Nauk Rolniczych, Leśnych i Weterynaryjnych Polskiej Akademii Nauk.
Zmarł 7 sierpnia 2020. Został pochowany na Cmentarzu Powązkowskim w Warszawie (kwatera 305-6-10).

## Odznaczenia i wyróżnienia
- Srebrny Krzyż Zasługi[1]
- Krzyż Kawalerski Orderu Odrodzenia Polski[1]
- Krzyż Oficerski Orderu Odrodzenia Polski[1]
- Błękitne Skrzydła–zespołowo dla Akademii Rolniczo-Technicznej,za działalność agrolotniczą[1]
- Błękitne Skrzydła – osobiście[1]
- Laureat Złotej Księgi Politechniki Warszawskiej[1]
- Złota Odznaka za” Zasługi dla Lotnictwa Sportowego”[1]
- Złota Honorowa Odznaką SIMP[1]
- Odznaka Zasłużony dla Warszawy[1]